# Glaucopsyche latimargo
Glaucopsyche latimargo är en fjärilsart som beskrevs av Courvoisier 1913. Glaucopsyche latimargo ingår i släktet Glaucopsyche och familjen juvelvingar. Inga underarter finns listade i Catalogue of Life.